# Arxipreste d'Hita
Juan Ruiz, conegut com a l'arxipreste d'Hita o arcipreste de Hita en castellà (Alcalá de Henares, Madrid, ca. 1283 – ca. 1351), fou un poeta castellà de mitjan segle xiv, quan regnava a Castella el rei Alfons XI. Va morir abans del 1351 o, almenys, en aquella data ja no era arxipreste d'Hita. És l'autor d'una de les obres literàries més importants de la literatura castellana medieval, el Libro de buen amor, una obra miscel·lània principalment narrativa que redactà el 1330 i acabà el 1343.

## Biografia
Ruiz va ser clergue i va exercir d'arxipreste a Hita, actual província de Guadalajara. Es coneixen molt poques dades de la seva biografia, tot just el seu nom i el d'un dels protagonistes del seu llibre, Ferrán García, en un document d'un cedulari que es conserva a la catedral de Toledo. Les referències pseudobiogràfiques que es dedueixen de la seva obra van motivar que alguns erudits aventuressin certs aspectes de la vida de l'autor.
Va néixer probablement a Alcalá de Henares —encara que Emilio Sáez i Josep Trenchs han apostat per Alcalá la Real— cap a 1283. Degué cursar estudis a Toledo, Hita, Alcalá de Henares o alguna localitat d'aquesta zona, i segurament va ser empresonat per ordre de l'arquebisbe de Toledo Gil de Albornoz. No obstant això, filòlegs com Spitzer, M. R. Lida i Salvatore Battaglia han qüestionat el rigor de molts d'aquests supòsits.
Igualment, va ser un gran aficionat a la música, tal com prova el seu coneixement de la matèria a través del lèxic molt especialitzat que utilitza. Va escriure, que se sàpiga, una única obra, el Libro de buen amor, potser redactada a la presó. S'ha estimat que la seva mort va ocórrer abans de 1351, ja que en aquest any ja no era arxipreste d'Hita, càrrec que en aquesta data ocupava un tal Pedro Fernández.